# Gembong (Balaraja)
Gembong is een bestuurslaag in het regentschap Tangerang van de provincie Banten, Indonesië. Gembong telt 11.756 inwoners (volkstelling 2010).